# Ashton Hilliard Williams
Ashton Hilliard Williams (* 15. August 1891 in Lake City, South Carolina; † 25. Februar 1962) war ein US-amerikanischer Jurist und Politiker der Demokratischen Partei.

## Leben
Williams studierte an der University of South Carolina und erhielt dort 1912 einen Bachelor of Arts. An der Law School der Georgetown University erhielt er 1915 einen Bachelor of Laws (LL.B.). Williams praktizierte nun bis 1952 als Rechtsanwalt in South Carolina. Gleichzeitig betätigte er sich auch politisch. So gehörte er in den Jahren 1916 und 1917 dem Stadtrat von Lake City an, saß von 1921 bis 1922 im Repräsentantenhaus von South Carolina und war von 1923 bis 1926 Senator im Senat von South Carolina. Von 1948 bis 1949 war er als Vertreter des Bundesstaates South Carolina Mitglied im Democratic National Executive Committee.
Am 17. Juni 1952 wurde er von Präsident Harry S. Truman zum Richter am United States District Court für den östlichen Distrikt von South Carolina nominiert, um den vakanten Sitz von Richter Julius Waties Waring neu zu besetzen. Am 2. Juli 1952 wurde er vom Senat der Vereinigten Staaten bestätigt. Am 3. Juli erfolgte seine Vereidigung. Williams bekleidete diesen Richterposten bis zu seinem Tod am 25. Februar 1962. Sein vakanter Sitz wurde mit Charles Earl Simons junior neu besetzt.